# بومادران کوهستانی
 بومادران کوهستانی، بومادران چوپان‌کبریتی (نام علمی: Achillea vermicularis) نام یک گونه از سرده بومادران است.